# Brownanthus
Brownanthus ist eine Pflanzengattung aus der Familie der Mittagsblumengewächse (Aizoaceae). Der Gattungsname ehrt den englischen Botaniker Nicholas Edward Brown.

## Beschreibung
Die Arten der Gattung Brownanthus sind niederliegende bis aufrechte Sträucher mit faserigen Wurzeln, die Wuchshöhen von 15 bis 100 Zentimeter erreichen. Die gegliederten Internodien sind schwach verholzt. Die grüne Rinde ist sukkulent und enthält zusätzliche Gefäßbündel mit dicht gepackten, xeromorphen, großen Blasenzellen. Ihre fast zylindrischen Laubblätter sind stumpf dreieckig oder rinnig. Die Blätter sind durchgängig kreuzgegenständig angeordnet. Sie sind frei oder an der Basis kurz miteinander verwachsen. Die Blätter fallen bald ab oder überdauern als lederartige Dornen. Sie enthalten zentrale wasserspeichernde Zellen sowie locker angeordnete, mesomorphe Blasenzellen.
Die Blüten erscheinen einzeln oder bilden Zymen und weisen einen von Durchmesser von 5 bis 25 Millimeter auf. Die vier bis fünf Kelchblätter sind an ihrer Basis kurz verwachsen und während der Blütezeit durchgehend aufrecht. Die weißen oder cremefarbenen Kronblättern sind an der Basis nicht miteinander verwachsen. Fadenförmige Staminodien fehlen. Die Nektarien sind schmal. Je Kapsel sind eine oder zahlreiche Samenanlagen vorhanden.
Die drei- bis fünffächrigen Kapselfrüchte besitzen Klappenflügel. Die Quellleisten der Kapseln sind in der Mitte der Frucht miteinander verwachsen. Die Kapselfrüchte enthalten zahlreiche oder ein bis drei, braune bis cremefarbene, D-förmige oder birnenförmige Samen. Die Samen messen 1 bis 1,5 Millimeter im Durchmesser. Ihre Samenschale ist rau oder mehr oder weniger glatt.

## Systematik und Verbreitung
Die Gattung Brownanthus ist im Südwesten Angolas, in Namibia sowie den südafrikanischen Provinzen Ostkap, Nordkap und Westkap in Winter- und Sommerregengebieten verbreitet.
Die Erstbeschreibung erfolgte 1927 durch Gustav Schwantes. Die Gattung Brownanthus gehört zur Unterfamilie Mesembryanthemoideae innerhalb der Familie der Mittagsblumengewächse. Die Typusart ist Brownanthus ciliatus.
Die Gattung Brownanthus umfasst folgende Arten:
- Brownanthus arenosus (Schinz) Ihlenf. & Bittrich
- Brownanthus corallinus (Thunb.) Ihlenf. & Bittrich
- Brownanthus fraternus Klak
- Brownanthus glareicola Klak
- Brownanthus kuntzei (Schinz) Ihlenf. & Bittrich
- Brownanthus lignescens Klak
- Brownanthus marlothii (Pax) Schwantes
- Brownanthus namibensis (Marloth) Bullock
- Brownanthus neglectus S.M.Pierce & Gerbaulet
- Brownanthus nucifer (Ihlenf. & Bittrich) S.M.Pierce & Gerbaulet
- Brownanthus pseudoschlichtianus S.M.Pierce & Gerbaulet
- Brownanthus pubescens (N.E.Br. ex C.A.Maass) Bullock
- Brownanthus schenckii (Schinz) Schwantes
- Brownanthus vaginatus (Lam.) Chess. & M.Pignal

## Nachweise